# 香港特別行政區政府駐成都經濟貿易辦事處
香港特別行政區政府駐成都經濟貿易辦事處（簡稱香港特區駐成都經貿辦、香港駐成都經貿辦、駐成都經貿辦或香港駐成都辦；英語：Hong Kong Economic and Trade Office in Chengdu，CDETO）是中华人民共和国香港特別行政區政府政制及內地事務局轄下，位於四川省成都市的常駐部門，專責與香港有關的經濟及貿易等事務, 以及其他方面的交流。
經國務院批准，駐成都辦於 2006年9月28日正式成立。2012年1月15日在重慶市成立駐重慶聯絡處，負責推動港渝雙邊經貿關係。2017年4月17日在西安市成立駐陝西聯絡處，負責推動港陕雙邊經貿關係。
由於香港是中國的一部份，駐中國內地的經濟貿易辦事處與駐海外的有分別。駐內地經貿辦隸屬政制及內地事務局，而駐海外經貿辦則隸商務及經濟發展局。
除駐成都經貿辦外，香港特別行政區政府還在上海、武漢和廣州成立了經貿辦。

## 職能
駐成都經貿辦的主要功能是為促進四川、贵州、云南、青海、陕西、西藏、重庆七省市自治區與香港特別行政區之間在經濟及貿易上的聯繫，及加強合作。

## 主任列表
1. 陸仿真（2006年9月22日至2009年9月20日）[5][6]
2. 潘太平（2009年10月12日至2013年1月25日）[7][8][9][10]
3. 劉錦泉（2013年1月28日至2016年11月2日）[9][10][11][12][13]
4. 林雅雯（2016年11月3日至2018年6月）[12][13][14]
5. 李蘊妍（2018年12月3日至2023年5月19日）[15][16]
6. 袁嘉諾（2023年5月22日至今）[17]

## 參見

香港駐內地經濟貿易辦事處與聯絡處，其中藍色區域為駐成都經濟貿易辦事處服務範圍

## 外部連結
- 香港特別行政區政府 駐成都經濟貿易辦事處 （页面存档备份，存于）
- 香港境外辦事處 （页面存档备份，存于）